# Arturo Giménez Pastor
Arturo Giménez Pastor (Argentina, 1872-1948) fue un escritor y crítico literario argentino con mucha actividad en diarios de Argentina y Uruguay.

## Biografía
Publicó artículos en los diarios El Bien Público y crónicas en La Prensa bajo el seudónimo El Oidor Gaitas.
Fue redactor de la revista Caras y Caretas (1890) a partir del número 72 publicado el 29 de noviembre de 1891, cuando su fundador Eustaquio Pellicer se retira y su otro propietario Charles Schütz lo designa redactor. En esta revista firmaba con su nombre la sección Zig-Zag y utilizaba los seudónimos Re-bemol y Nemo para firmar sus artículos. Colaboró también en el periódico universitario de caricaturas El Bombo junto a Emilio Frugoni en 1898.
Su hermano fue el dibujante Aurelio Giménez Pastor, con quien realizó numerosos trabajos conjuntos.

## Obras

### Narrativa
- Velada de cuentos (1923)
- El romanticismo bajo la tiranía (1922)
- La prueba del fuego, comedia en 3 actos...(1919)
- El himno nacional(1915)
- Versos de amor(1912)
- La rendición (novela) / prólogo de Eduardo Ferreira... ; ilustraciones Aurelio Giménez (1903)
- La muerte del protagonista (boceto dramático en un acto, 1899)
- Mi Montevideo (Remembranzas de un vecino)(1898)
- Arabescos (Conatos literarios)(1892)

### Crítica
- Historia de la literatura argentina(1945)

### Historia
- La Revolución de 1897:Saravia y Lamas, Montevideo, 1897